# Réserve naturelle de Vindelfjällen
Vous lisez un « article de qualité » labellisé en 2013.
La réserve naturelle de Vindelfjällen (en suédois : Vindelfjällens naturreservat) est une réserve naturelle située dans les communes de Sorsele et de Storuman, dans le comté de Västerbotten, en Laponie suédoise. Il s'agit de la plus vaste réserve naturelle du pays et l'une des plus vastes aires protégées d'Europe, avec 562 772 ha (environ 5 628 km2).
Une grande partie de la réserve est constituée par des massifs montagneux des Alpes scandinaves, dont les principaux sont Artfjället, Norra Storfjället, Ammarfjället et Björkfjället. La majeure partie des paysages des montagnes suédoises y sont représentés, allant du caractère alpin prononcé du massif de Norra Storfjället, incluant le point culminant de la réserve, le Norra Sytertoppen (1 768 m), aux plateaux et plaines de montagnes. Ces différences de relief témoignent de la diversité des roches au sein des montagnes. Entre ces montagnes se dessinent les vallées de plusieurs rivières du bassin versant de l'Umeälven, dont en particulier la Vindelälven, qui a donné son nom à la réserve. Vers l'est, le relief décroît et les montagnes laissent place aux plaines lapones.
Cette diversité de paysage implique aussi une diversité biologique. La réserve s'étend des forêts primaires de la taïga scandinave dans les plaines orientales à la toundra alpine, en passant par les forêts de bouleaux. De plus, elle abrite un grand nombre de zones humides, dont certaines accueillent une avifaune d'une grande richesse, telles qu'à Marsivagge et autour du lac Tärnasjön, ce dernier étant même reconnu comme site Ramsar. Les montagnes abritent aussi l'un des symboles de la réserve : le renard polaire, en danger critique d'extinction en Scandinavie.
La région est peuplée depuis la fin de la dernière glaciation, il y a environ 9 000 ans. Il s'agissait probablement des ancêtres des actuels Samis, peuple nomade du Nord de l'Europe. Ils vivaient initialement de la cueillette et de la chasse, en particulier au renne, mais peu à peu ils ont développé une culture fondée sur l'élevage de cet animal associé à des déplacements de transhumance. Les Suédois commencèrent à coloniser les environs au XVIIIe siècle, encouragés par des mesures incitatives de l'état. La population dans les frontières de l'actuelle réserve est cependant restée minime. Au milieu du XXe siècle, l'industrie hydroélectrique est en pleine expansion dans le nord du pays et tente d'exploiter la Vindelälven, mais les protestations environnementales parvinrent à sauvegarder toute la rivière et son bassin versant, et en 1974, la réserve est créée, protégeant ainsi la nature encore intacte des montagnes du bassin versant de la Vindelälven. En 1988, la réserve est étendue pour protéger les forêts primaires du piémont. De nos jours, la transformation de la réserve naturelle en parc national afin d'améliorer la protection de la zone est en discussion.
Si la réserve ne compte plus d'habitants, elle accueille de nombreux touristes tant en hiver qu'en été. La randonnée est l'une des activités principales, avec en particulier le célèbre chemin Kungsleden, traversant la réserve sur toute sa longueur. Les chemins estivaux sont aussi souvent des pistes de ski de fond ou de motoneige en hiver. Enfin un grand nombre d'activités d'écotourisme sont proposées par diverses entreprises touristiques. Outre le tourisme, les activités traditionnelles comme l'élevage de rennes par les Samis, ou la chasse et la pêche sont toujours pratiquées. Enfin, les montagnes sont un site d'étude très utilisé pour la recherche scientifique, ce qui est favorisé par la présence d'une station de recherche.

## Toponymie
Vindelfjällen signifie en suédois « les montagnes de Vindel ». Ces montagnes tirent leur nom de la rivière Vindelälven (littéralement « rivière de Vindel ») qui y prend sa source. Le mot Vindel lui-même dériverait du mot vindill qui est à rapprocher du verbe suédois vända signifiant tourner ou changer de direction, probablement en référence aux méandres de la rivière.
À l'instar des autres zones de montagnes lapones, la réserve compte un certain nombre de toponymes same. Cependant, contrairement aux montagnes plus au nord, ils cohabitent ici avec un très grand nombre de toponymes suédois. Ainsi, on retrouve à de nombreuses reprises le mot fjäll (montagne), sjö/vatten (lac), å/älv (rivière), etc. Il s'agit en fait pour beaucoup de toponymes initialement sames traduits en suédois par les premiers colonisateurs suédois. Plusieurs noms sont aussi directement d'origine suédoise.

## Géographie

### Localisation et frontières
La réserve est située sur les communes de Sorsele et Storuman au nord-ouest du comté de Västerbotten au sud de la province historique de Laponie, en Suède. Elle forme approximativement un rectangle étendu selon un axe majoritairement est-ouest. Sa frontière ouest est constituée par la frontière norvégienne, tandis que sa frontière nord est la frontière avec le comté de Norrbotten, située approximativement le long de la crête du massif Björkfjället. Ce rectangle est fragmenté par deux routes qui sont exclues de la réserve. À l'ouest, la route européenne 12, dont cette section s'appelle Blå vägen (la route bleue), coupe la réserve en deux parties distinctes, isolant le massif d'Artfjället du reste de la réserve. À l'est, la Länsväg (équivalent des routes départementales françaises) 363 pénètre profondément dans la vallée de la Vindelälven jusqu'à Ammarnäs et créé ainsi une entaille dans la réserve. Au total, la réserve a une superficie de 562 772 ha (plus de 5 600 km2) ce qui en fait la plus vaste réserve naturelle de Suède et l'une des plus vastes aires protégées d'Europe. La réserve de Vindelfjällen est bordée au nord-est par la réserve naturelle de la forêt primaire de Laisdalen (Laisdalen fjällurskog), dans le comté de Norrbotten. Le parc national de Pieljekaise est aussi situé à proximité.

Carte de la réserve.

### Relief

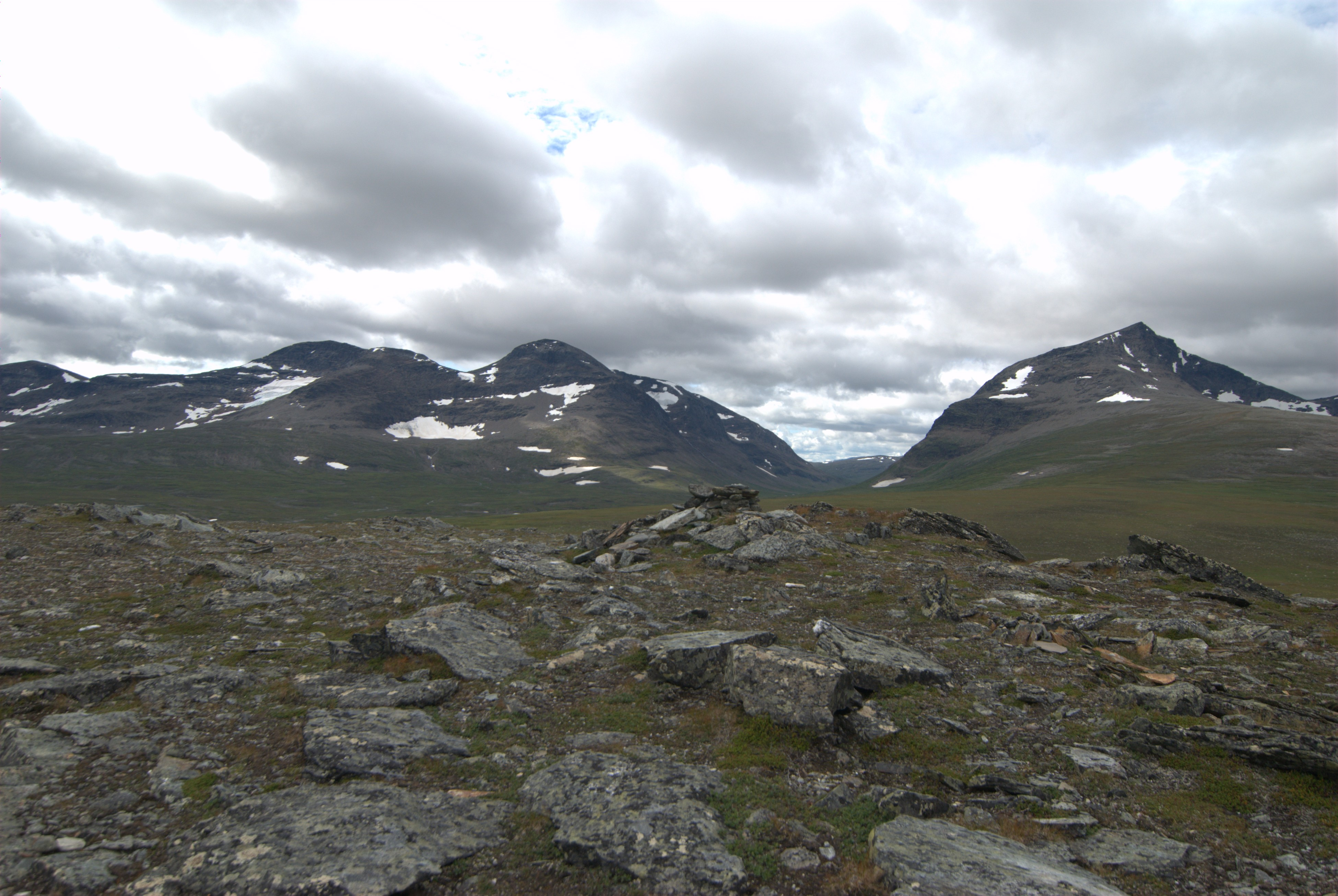
Le massif de Norra Storfjället vu depuis l'est, avec la vallée Syterskalet et le sommet Norra Sytertoppen à droite

La réserve de Vindelfjällen comprend la plupart des types de paysages des montagnes suédoises, des sommets alpins aux hautes plaines, en passant par des plateaux ou des massifs aux profils arrondis.
Le cœur alpin de la réserve est le massif de Norra Storfjället. Ce massif inclut les plus hauts sommets, dont le Norra Sytertoppen, qui du haut de ses 1 768 m est le point culminant de la réserve et du comté de Västerbotten,. Les autres sommets notables du massif sont Måskostjakke (1 690 m) et Södra Sytertoppen (1 685 m). Le massif est découpé en son centre par l'étroite et profonde vallée Syterskalet/Viterskalet, qui est l'une des icônes de la réserve et est parfois comparée à la célèbre Lapporten de par son profil symétrique.
Le reste de la réserve est plutôt constitué de reliefs aux profils doux. Plusieurs massifs se dégagent. À l'extrémité ouest de la réserve se trouve celui d'Artfjället, culminant à 1 471 m. Artfjället est constitué de plusieurs arêtes montagneuses, ainsi que de quelques massifs arrondis. En position centrale dans la réserve se trouve le massif d'Ammarfjället, un haut-plateau culminant à Rerrogaise (1 611 m),. Au nord-est, le massif de Björkfjället constitue la frontière de la réserve et du comté. Il s'agit d'un plateau tout en longueur, d'une altitude moyenne de 800  à   900 m dont le plus haut sommet au sein de la réserve est Vuorektjåkkå (1 245 m),.

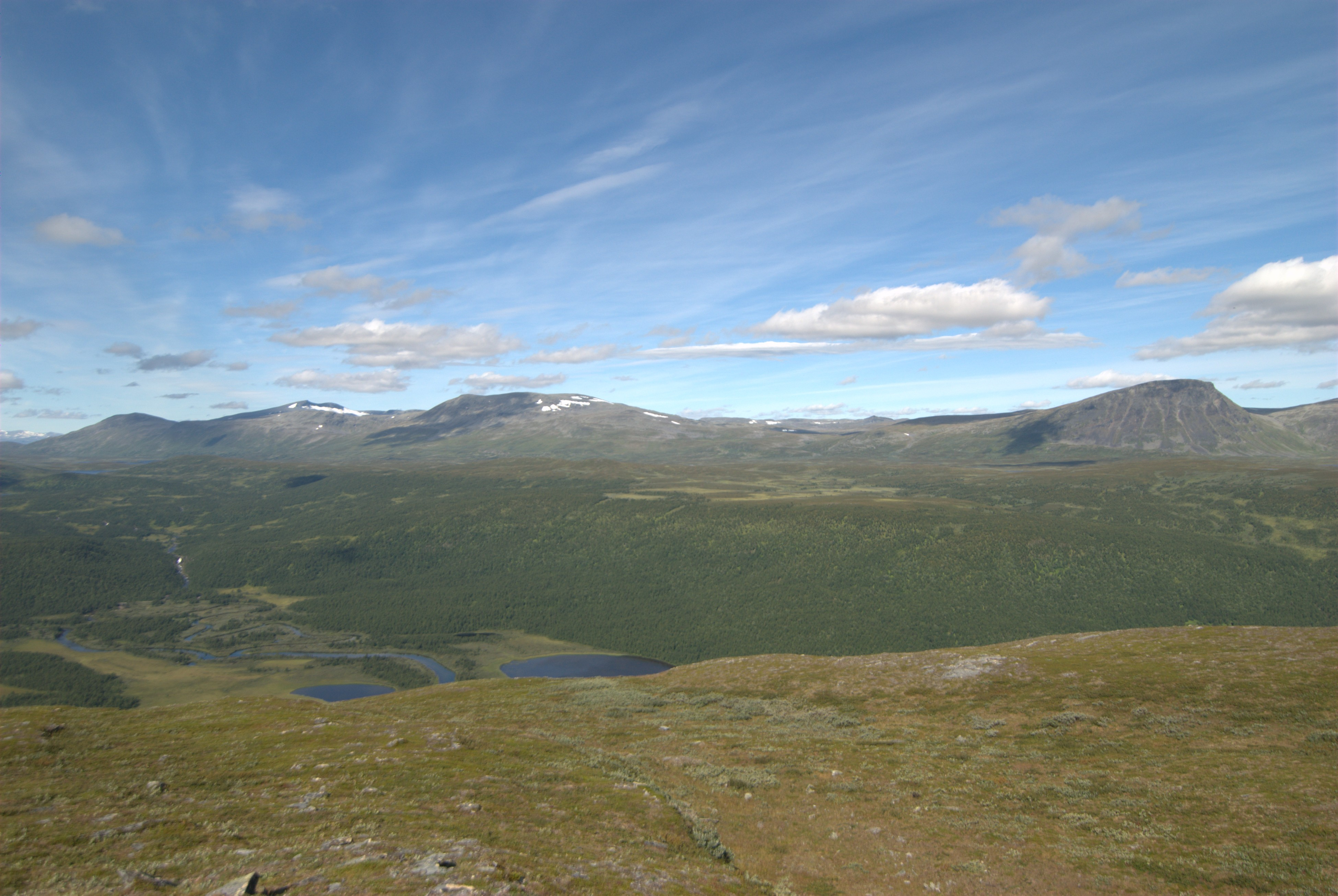
Paysage plus doux du massif d'Ammarfjället avec la vallée de Tjulträsk au premier plan.

Entrecoupant les différents massifs, on trouve dans la réserve plusieurs vallées et zones de basse altitude. Une des principales vallées est celle de la rivière Vindelälven, bien que toute la section au sud d'Ammarnäs est en grande partie exclue de la réserve. La section nord de la vallée est assez encaissée, cernée par les massifs d'Ammarfjället et Björkfjället, puis la vallée s'élargit en approchant d'Ammarnäs. Le point le plus bas de la réserve, à 345 m d'altitude, est située au sud de la vallée, au niveau des rives du lac Storvindeln. Au centre de la réserve se situe une autre vaste zone de basse altitude autour du lac Tärnasjön. Le terrain y est plat, ce qui permet le développement d'un vaste réseau de zones humides.
Enfin, en allant vers l'est, dans les sections ajoutées lors de l'extension de la réserve en 1988, l'altitude décroît progressivement pour rejoindre la plaine.

### Climat
Le climat de la réserve présente d'importants contrastes. La partie occidentale subit les influences océaniques de l'Atlantique. Elles apportent en hiver une certaine douceur, tandis qu'elles maintiennent la fraîcheur en été. Elles apportent aussi d'importantes quantités de précipitations. Mais le massif de Norra Storfjället et les montagnes dans sa continuité au nord ainsi que le massif d'Ammarfjället protègent la partie orientale de la réserve des vents dominants d'ouest/sud-ouest. Ce faisant, ils bloquent l'influence océanique et laissent donc un climat plus continental. Ainsi, Ammarnäs, situé dans l'ombre pluviométrique, reçoit moins de 600 mm de précipitations par an. Hemavan, non loin de là mais situé du côté occidental de Norra Storfjället, reçoit environ 750 mm. Dans les montagnes elles-mêmes, la quantité de précipitations atteint par endroits 1 200 mm. La saison de croissance, définie en Suède comme le nombre de jours où la température moyenne dépasse 5 °C est d'environ 120 jours. Du fait des températures, une grande partie de ces précipitations se fait sous forme de neige. Les premières neiges tombent en moyenne dans les vallées début octobre et la couverture neigeuse se maintient en général jusqu'à début juin.
| Mois                     | jan.  | fév.  | mars | avril | mai  | juin | jui. | août | sep. | oct. | nov. | déc.  | année |
| ------------------------ | ----- | ----- | ---- | ----- | ---- | ---- | ---- | ---- | ---- | ---- | ---- | ----- | ----- |
| Température moyenne (°C) | −14,4 | −12,2 | −7,1 | −1,6  | 4,7  | 10,3 | 12,2 | 10,5 | 5,9  | 0,9  | −7,6 | −12,1 | −0,9  |
| Précipitations (mm)      | 42,1  | 31,7  | 34,3 | 23,9  | 32,7 | 47   | 84,6 | 66,7 | 58,5 | 49,5 | 49,4 | 44,6  | 565,5 |

### Hydrographie

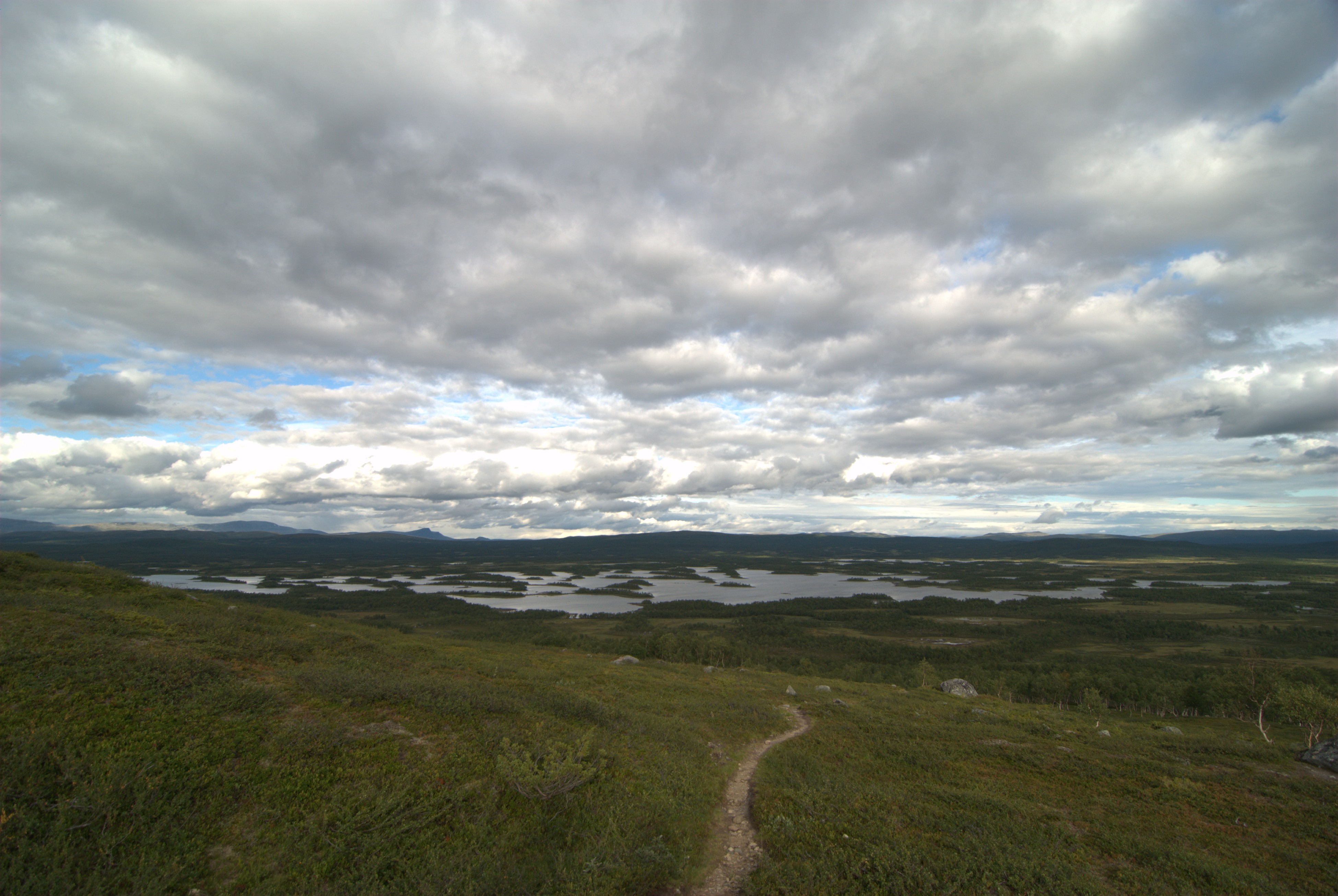
Dédale d'îles dans la partie sud du lac Tärnasjön.

Les montagnes de Vindelfjällen ont un réseau hydrographique assez riche. La réserve recouvre une grande partie de la section montagneuse du bassin versant du fleuve Umeälven, et protège tout particulièrement la rivière Vindelälven, principal affluent du fleuve. La Vindelälven est l'une des quatre « rivières nationales » avec le Torneälven, la Kalixälven et le Piteälven : quatre grands fleuves et rivières du nord suédois dont le bassin versant est totalement protégé contre la construction de barrages et dont le débit est donc non régulé. La Vindelälven forme un grand nombre de rapides en amont d'Ammarnäs.
Parmi les autres principales rivières de la réserve, on peut citer la Tjulån, passant les lacs Tjulträsk avant de rejoindre la Vindelälven à Ammarnäs, la Juktån qui passe le grand lac Överst-Juktan et continue en dehors de la réserve pour rejoindre l'Umeälven après une course de 170 km et enfin la Tärnaån qui forme le lac Tärnasjön avant d'affluer dans l'Umeälven juste en dehors de la réserve. Le fleuve Umeälven lui-même est situé dans la section non incluse, entre le massif d'Artfjället et le reste de la réserve.
La réserve compte plusieurs lacs, dont les plus grands ont souvent une forme allongée, suivant les vallées. Les deux plus grands lacs sont l'Överst-Juktan et le Tärnasjön, mesurant tous deux environ 20 km de long. Le Tärnasjön est particulièrement remarquable par le grand nombre de petites îles dans le tiers sud du lac, formant une véritable mosaïque d'eau et de forêt, qui se prolonge ensuite au sud du lac dans l'une des plus vastes zones humides de la réserve,. Une autre vaste zone humide, Laivamyren, se situe au nord du lac. Elle couvre pas moins de 20 km2 et comprend les restes des palses les plus méridionaux de Suède. Une autre zone humide d'importance, bien que moins vaste, se trouve à Marsivagge, dans le massif d'Ammarfjället. Enfin, de nombreuses zones humides sont disséminées dans les zones de plus basses altitudes à l'est.
Enfin, l'eau est aussi présente sous forme de glaciers dans les zones où l'altitude dépasse les 1 600 m, c'est-à-dire dans le massif de Norra Storfjället et plus localement dans celui d'Ammarfjället. On peut citer Murtserglaciären, Måskonåiveglaciären, Norra Syterglaciären, Tärnaglaciären, Västra et Östra Skrapetjakkeglaciären et Östra Syterglaciären, qui sont étudiés depuis la fin du XIXe siècle.

## Géologie

### Formation
Vindelfjällen fait partie des Alpes scandinaves, une réminiscence de la chaîne calédonienne. Cette dernière est aussi à l'origine des montagnes de l'Écosse, de l'Irlande, du Groenland et du Svalbard. L'orogenèse calédonienne est liée à la collision des plaques Laurentia et Baltica culminant entre 420  et   400 Ma, avec la disparition par subduction de l'océan Iapetus. Durant cet évènement, des fragments de croûte se chevauchèrent, formant des nappes de charriage. Parmi ces nappes, une en particulier, appelée nappe de Seve-Köli, est constituée en grande partie de la croûte océanique. Ces nappes se sont retrouvées imbriquées dans la chaîne de montagne (ophiolites). Elles sont constituées de différentes roches : la nappe de Seve est avant tout constituée de roches dures telles que des amphibolites et gabbros ou encore des variétés très dures de micaschistes, tandis que la nappe de Köli comprend principalement des roches tendres comme les schistes. Cette nappe de Seve-Köli domine la géologie de la réserve, la principale exception étant la zone allant du massif d'Artfjället au lac Övre Ältsvattnet, qui est constituée de la nappe de Rödingsfjäll, riche en calcaire. Çà et là, la nappe médiane, située sous la nappe de Seve-Köli apparaît en fenêtre, comme à Ammarnäs où dominent les phyllites.

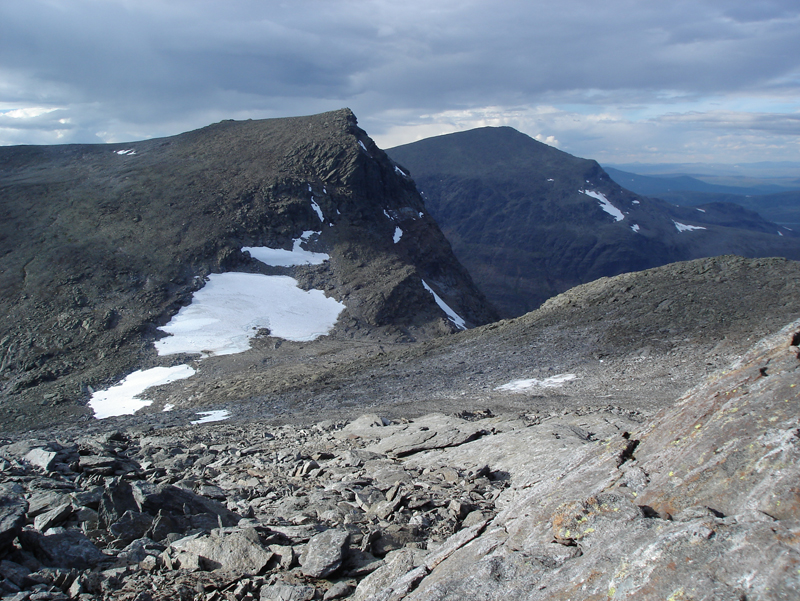
Södra Sytertoppen au premier plan et Norra Sytertoppen à l'arrière plan.

La chaîne, fut ensuite continuellement érodée jusqu'à former une pénéplaine. Cependant, à partir d'environ 60 Ma (Cénozoïque), la pénéplaine scandinave subit un important soulèvement tectonique,. Les causes de celui-ci ne sont pas claires et plusieurs hypothèses ont été proposées. Une de ces hypothèses est l'influence du panache islandais, qui aurait soulevé la croûte. Une autre hypothèse est l'isostasie liée aux glaciations. Dans tous les cas, ce soulèvement permit de rehausser l'ancienne chaîne jusqu'à parfois plus de 2 000 m.

### Géomorphologie

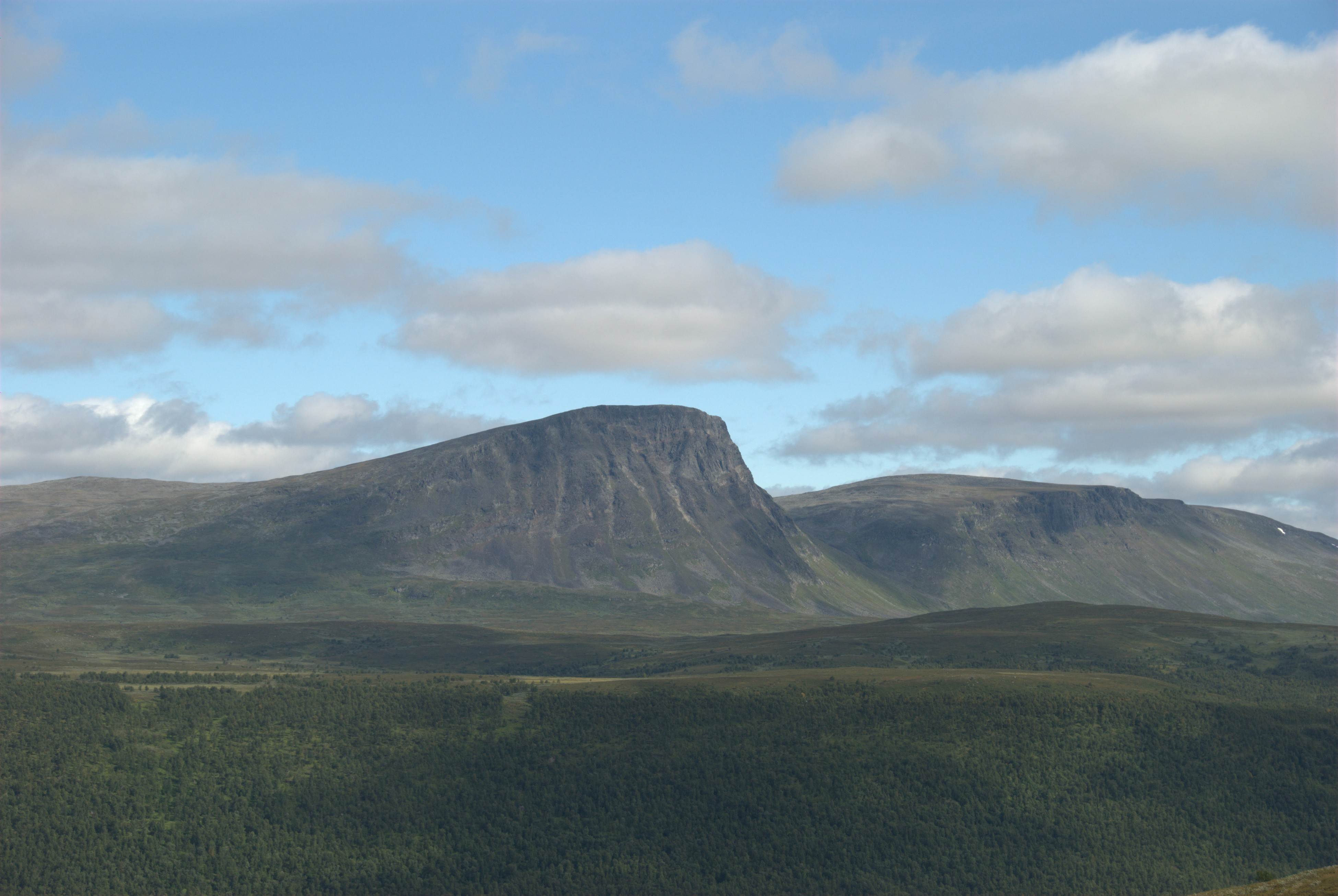
La présence de roches dures créée des protubérances dans le paysage, comme ici les amphibolites de Sulåive. De plus, l'orientation des couches géologiques provoquent des versants est (vers la droite de l'image) nettement plus abruptes tandis que les versants ouest sont en pentes douces.

Alors que les Alpes scandinaves reprennent de l'altitude, l'érosion peut reprendre son travail minutieux. Il s'agit d'abord d'une érosion fluviale, mais ce qui eut le plus d'influence sur la géomorphologie actuelle de la chaîne et de la réserve est l'érosion fluvioglaciaire, en particulier durant les grandes glaciations du Quaternaire (à partir de 1,5 Ma). Des glaciers commencent à se développer et à envahir les vallées, puis peu à peu s'unifient pour former un inlandsis qui recouvre totalement la région. La nature des roches eut alors une influence considérable sur l'érosion glaciaire : la plupart des roches tendres de la nappe de Köli furent rapidement érodées tandis que les roches de la nappe de Seve en particulier résistèrent mieux à l'érosion. Ainsi, les pics de Stor-Aigert, une grande partie du massif d'Ammarfjället dont Rerrogaise, Sulåive et  sont constitués d'amphibolites et présentent des reliefs abruptes. De même, les points les plus hauts du massif d'Artfjället ainsi que le massif de Norra Storfjället sont constitués en grande partie de gabbros. L'orientation générale des nappes a aussi une influence sur le relief : les couches ont tendance à s'élever d'ouest en est, ce qui implique que les pentes orientées vers l'ouest sont en général douces tandis que les versants est sont souvent abruptes. Les signes les plus visibles de la morphologie glaciaire sont les vallées glaciaires ou vallées en U, telles que Syterskalet, la partie supérieure de la vallée de Vindelälven, Skebleskalet, etc. Il existe aussi une quarantaine de petits cirques ou niches glaciaires, la plupart orientées vers l'est qui est le côté sous le vent.

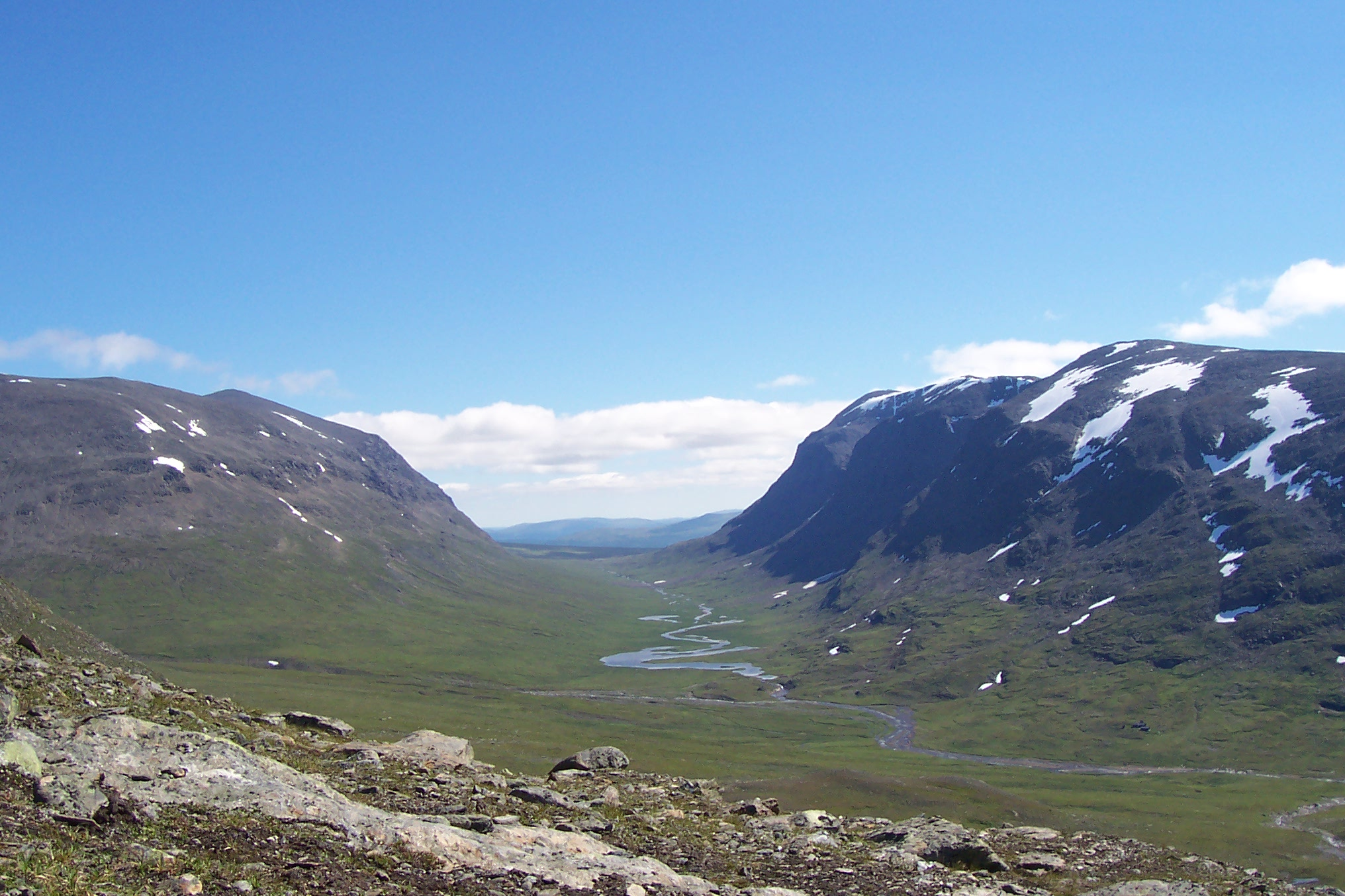
La vallée en auge de Syterskalet

Lors du retrait des glaciers, à la fin de la dernière ère glaciaire, l'importante masse de glace de l'inlandsis à l'est survécut souvent plus longtemps que celle des vallées de montagnes. Plusieurs lacs se sont ainsi formés, coincés entre les montagnes à l'ouest et la glace à l'est. De tels phénomènes ont probablement eut lieu par exemple à Marsivagge, à Tjulträsk et à Tärnasjön. Ces lacs ont laissé des terrasses alluviales, que l'on peut observer au nord-ouest de Tärnasjön par exemple à une altitude d'environ 700 m. Le retrait des glaciers a aussi disséminé des moraines de différents types dans le paysage. Outre les moraines frontales, on trouve aussi un bel exemple de moraine de Rogen responsable de l'archipel au sud du lac Tärnasjön. Une moraine particulièrement bien formée est située du côté ouest de la vallée Marsivagge, sur une longueur de 3 km ; son origine est encore partiellement incomprise. Plusieurs moraines du même type ont été trouvées dans la réserve, mais aucune aussi bien formée que celle-ci. On trouve aussi çà et là quelques eskers.
En dehors du modelé glaciaire, on trouve dans la zone d'Artfjället-Övre Ältsvattnet un modelé karstique. Outre les dolines et cours d'eau souterrains, l'élément le plus remarquable de ces formations karstiques sont les grottes qui font partie des plus grandes de Suède.

## Milieux naturels

Carte des étages de végétation dans la réserve.

La réserve de Vindelfjällen comprend presque tous les milieux naturels des Alpes scandinaves. Elle est, d'après la classification du WWF, à cheval entre les écorégions terrestres des forêts de bouleaux et prairies d'altitude scandinaves et de la Taïga scandinave et russe. Au total, la réserve compte environ 500 km2 de forêts primaires de conifères, plus de 1 600 km2 de forêts de bouleaux, ce qui est la plus vaste forêt de bouleaux protégées de Suède, près de 1 600 km2 de landes alpines et près de 300 km2 de tourbières,.
De nombreuses espèces vivant dans la réserve sont incluses dans la directive habitats et directive oiseaux de l'union européenne et/ou sont considérées comme menacées à l'échelle nationale ou internationale, ce qui justifie le classement de la réserve dans le réseau Natura 2000 et comme zone importante pour la conservation des oiseaux. De plus, le lac Tärnasjön est classé comme site Ramsar (pour une superficie de 11 800 ha).

### Flore

#### Taïga
La taïga scandinave est une forêt de conifères, principalement de pin sylvestre (Pinus sylvestris) et d'épicéa commun (Picea abies). Au sein de la réserve, l'épicéa domine, même si quelques zones circonscrites présentent d'importantes quantité de pins. La taïga se développe avant tout à des altitudes inférieures à 600 m, mais quelques épicéas isolés se trouvent au sein des forêts de bouleaux plus en amont dans les vallées.
La réserve ne comptait initialement qu'une zone de taïga dans la vallée de la Juktån, mais l'extension en 1988 apporta trois nouvelles zones : Giertsbäcksdalen, Matsorkliden et Kirjesålandet. La richesse de ces forêts, qui justifie leur protection au sein de la réserve, provient du fait que ce sont des forêts primaires, c'est-à-dire qu'elles n'ont jamais été exploitées par l'homme. Ces forêts primaires sont importantes pour de nombreuses espèces, dont beaucoup sont de fait menacées par l'exploitation intensive de la taïga. Au pied des montagnes suédoises, sur toute la longueur de la chaîne, ces forêts primaires ont été préservées ce qui crée une continuité qui est importante pour plusieurs espèces et renforce encore la valeur de ces forêts. Enfin, alors que les forêts primaires restantes sont souvent sur des substrats pauvres, certaines zones de la réserve sont considérées comme productives, en particulier à Kirjesålandet, exposé idéalement vers le sud-ouest et offrant donc localement des conditions très avantageuses pour la flore. À proximité des montagnes, les incendies sont bien moins fréquents que dans les plaines à l'est.
En termes de végétation, ces forêts abritent plusieurs espèces relativement rares ou menacées de lichens et de champignons lignicoles.

#### Forêts de bouleaux

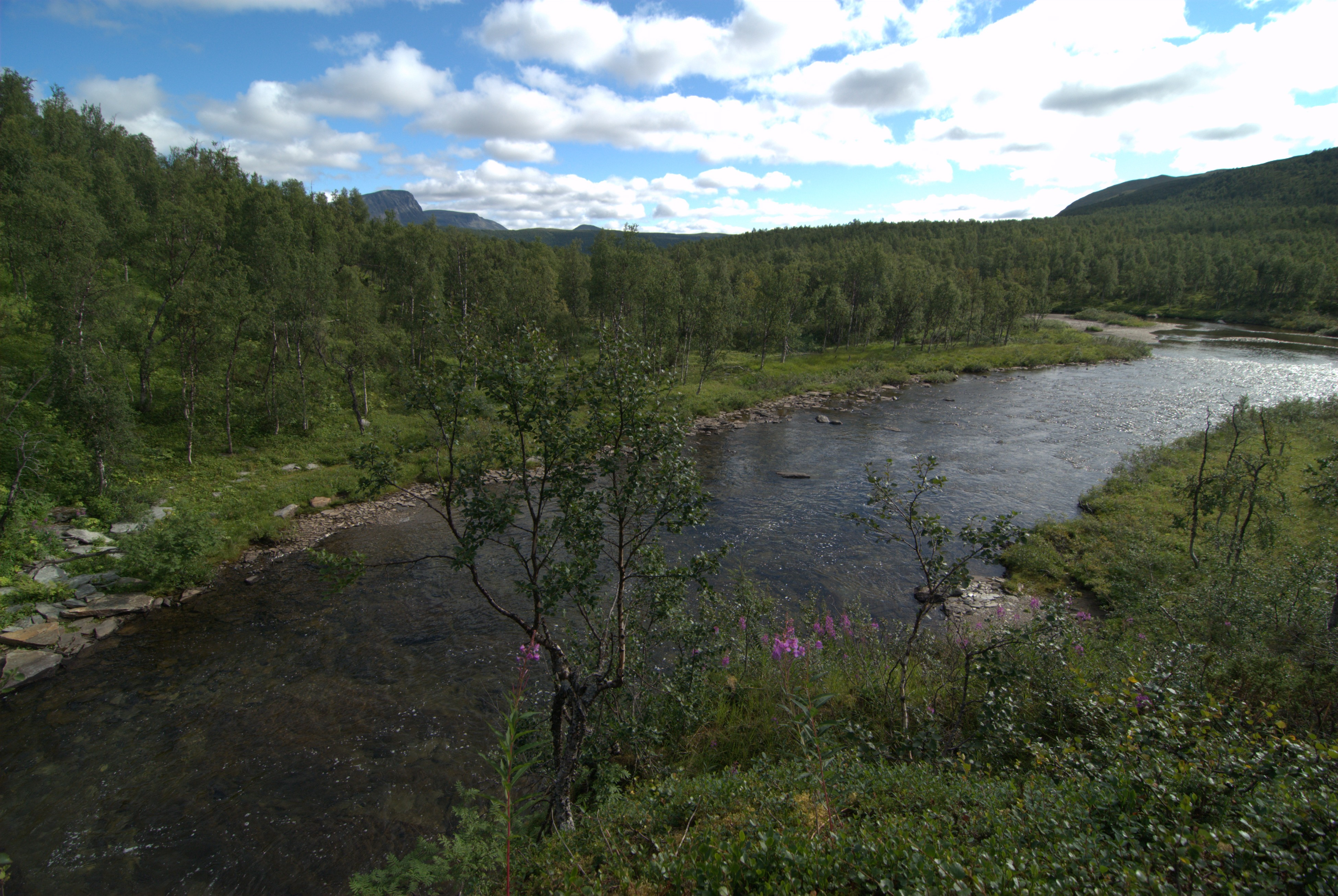
Forêt de bouleaux dans la vallée de Tjulträsk.

Les forêts de bouleaux sont l'une des caractéristiques de l'étage subalpin des Alpes scandinaves. Les bouleaux en question sont une sous-espèce du bouleau pubescent (Betula pubescens) nommée bouleau tortueux (Betula pubescens subsp. tortuosa) en raison de sa forme. Ces forêts commencent à la limite des conifères (entre 500  et   600 m) et forment la limite des arbres à une altitude d'environ 800 m, quoiqu'assez variable selon la localité. Elles constituent ainsi le milieu dominant de la réserve. On peut distinguer différents types de forêts de bouleaux en fonction de la nature des sous-bois ; à Vindelfjällen, on trouve principalement des forêts dites riches en mousses et des forêts de type prairies. Les forêts dites riches en lichens, très communes plus au nord, sont ici assez rares.
Les forêts riches en mousses sont les plus fréquentes. Leur sous-bois sont dominés par des mousses ainsi que des myrtilles (Vaccinium myrtillus) et des herbes basses. Au contraire, on trouve des forêts de type prairie dans les zones où le calcaire est plus fréquent, telles que dans le massif d'Artfjället, ou dans des zones ensoleillées et ayant un bon accès à l'eau, telles que sur la rive nord du lac Stor-Tjulträsket, sur les zones de la vallée de Vindelälven orientées vers le sud ou près d'Aivak au nord du lac Överst-Jukan. Les sous-bois y sont nettement plus riches, avec diverses hautes herbes.

#### Zones humides

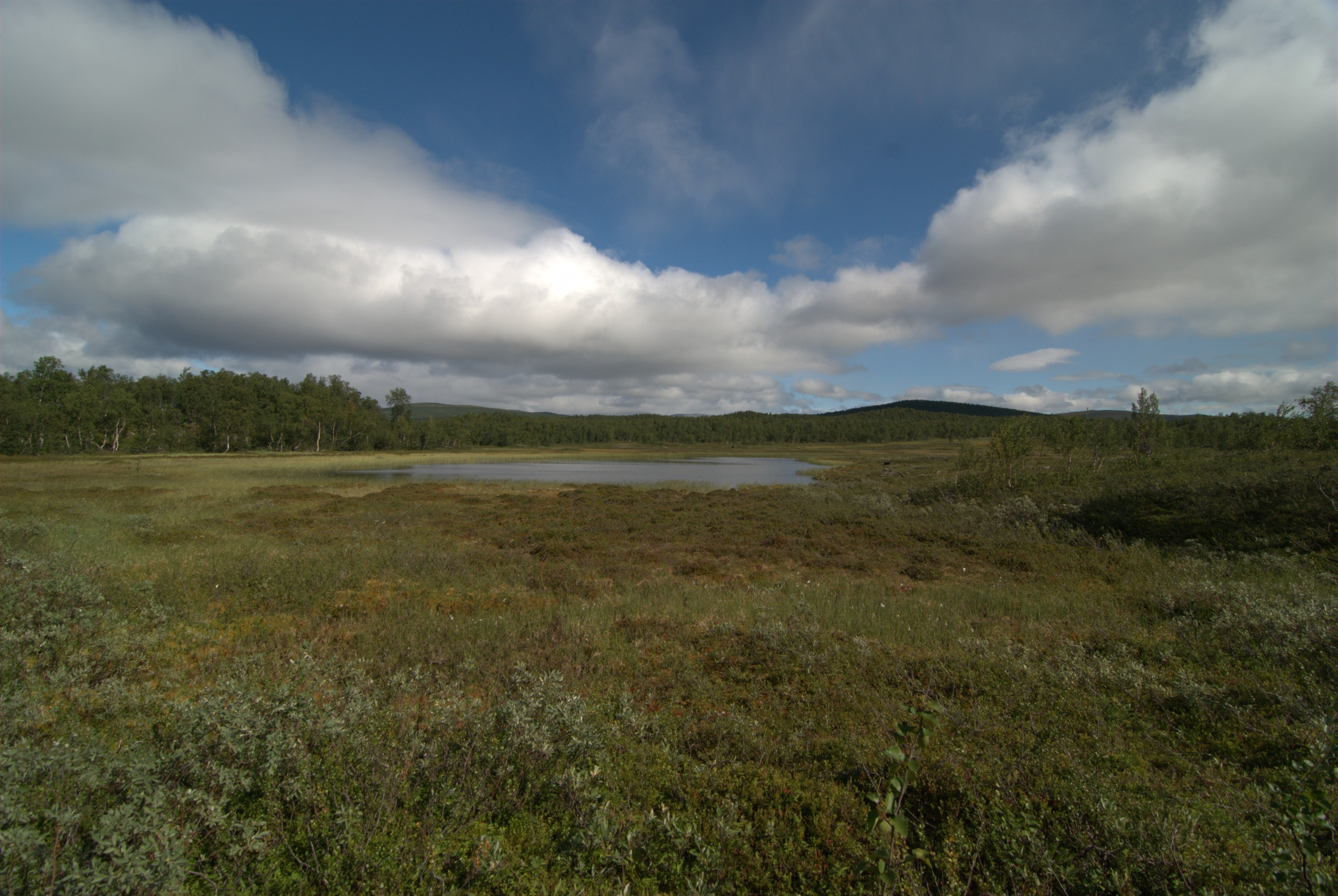
Zone humide près du lac Tärnasjön.

La réserve compte un grand nombre de zones humides, le plus souvent à l'étage subalpin. Il s'agit en très grande majorité de tourbières d'aapa, aussi appelées tourbières cordées, du fait de la forme que prennent ces marais. Les principales plantes s'y développant sont des sphaignes, des carex et des saules, mais on trouve aussi dans certaines tourbières des bouleaux nains, de la linaigrette vaginée (Eriophorum vaginatum), de la bruyère callune (Calluna vulgaris), de la myrtille des marais (Vaccinium uliginosum) et de la plaquebière (Rubus chamaemorus),.

#### Landes et prairies

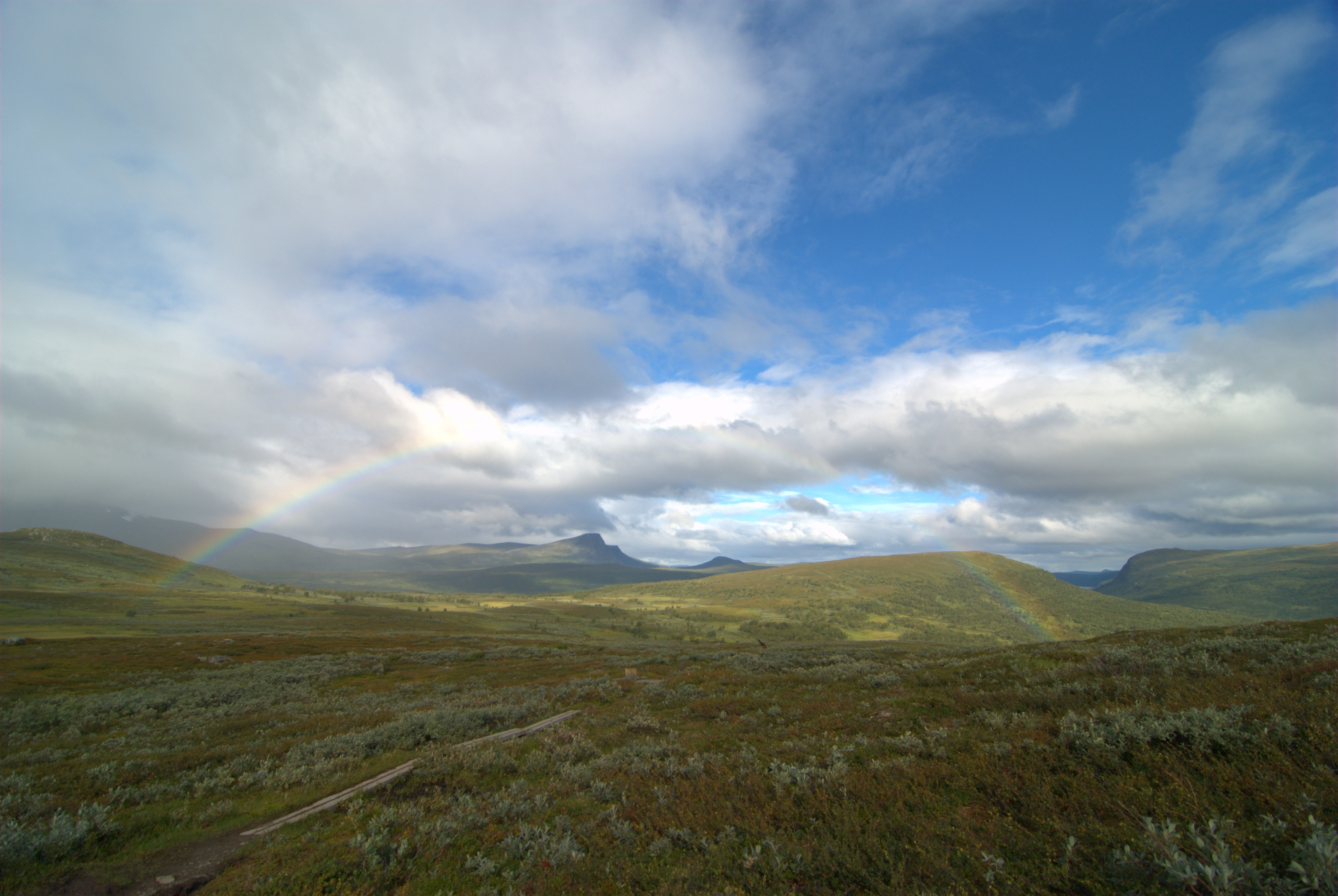
Buissons de saules dans les landes de Vindelfjällen, le long du Kungsleden entre Serve et Tärnasjön.

L'étage alpin est principalement constitué de landes ou prairies alpines. Il est lui-même subdivisé en étage alpin inférieur, moyen et supérieur.
L'étage alpin inférieur est aussi appelé étage des saules du fait de la présence de plusieurs espèces de saules, telles que le saule des Lapons (Salix lapponum) ou le saule glauque (Salix glauca), souvent alliées à des bouleaux nains (Betula nana), formant des buissons parfois assez denses,. Ces buissons sont en général situés dans les parties les plus basses de l'étage alpin inférieur, en transition entre les forêts de bouleaux et les landes herbacées plus en altitude. Les solidages verge d'or (Solidago virgaurea) et myrtilles sont assez présents à cet étage. Comme pour les forêts de bouleaux, la nature du terrain et le climat local influent fortement sur la nature de cet étage. Sur les terrains secs, la camarine noire (Empetrum nigrum) est une espèce dominante. Dans les terrains exposés au vent, seuls les azalées naines (Loiseleuria procumbens) et la busserole des Alpes (Arctostaphylos alpinus) se développent. Au contraire, sur les terrains calcaires, des landes et prairies plus riches se développent avec par exemple la dryade à huit pétales (Dryas octopetala). C'est en particulier le cas du massif d'Artfjället qui est réputé pour la richesse de sa flore. Le nom Artfjället peut d'ailleurs se traduire par montagne des espèces. Les prairies y affichent une multitude de couleurs, avec entre autres de l'aconit (Aconitum lycoctonum), de la laitue des Alpes (Cicerbita alpina) et de la trolle d'Europe (Trollius europaeus),.
Dans l'étage alpin moyen, souvent défini comme la partie au-dessus de la limite des myrtilles, le nombre d'espèce diminue fortement et le sol est de plus en plus dénudé. Seules les plantes les plus résistantes s'épanouissent, comme les azalées naines, la camarine noire, l'andromède bleue (Phyllodoce caerulea), la cassiope hypnoïde (Harrimanella hypnoides), la diapensie de Laponie (Diapensia lapponica) et la renoncule des glaciers (Ranunculus glacialis).
Enfin, le nombre de plantes pouvant survivre au-delà de 1 300 m est en général très limité. Cet étage alpin supérieur est le domaine des mousses et lichens, mais la renoncule des glaciers parvient à se maintenir jusqu'à des altitudes parfois importantes.

### Faune
Les étages de végétation sont importants aussi pour les animaux : la diversité d'espèces est plus importante à basse altitude, en particulier dans les forêts. Mais chaque espèce n'en demeure pas moins rarement restreinte à un étage particulier.

#### Mammifères

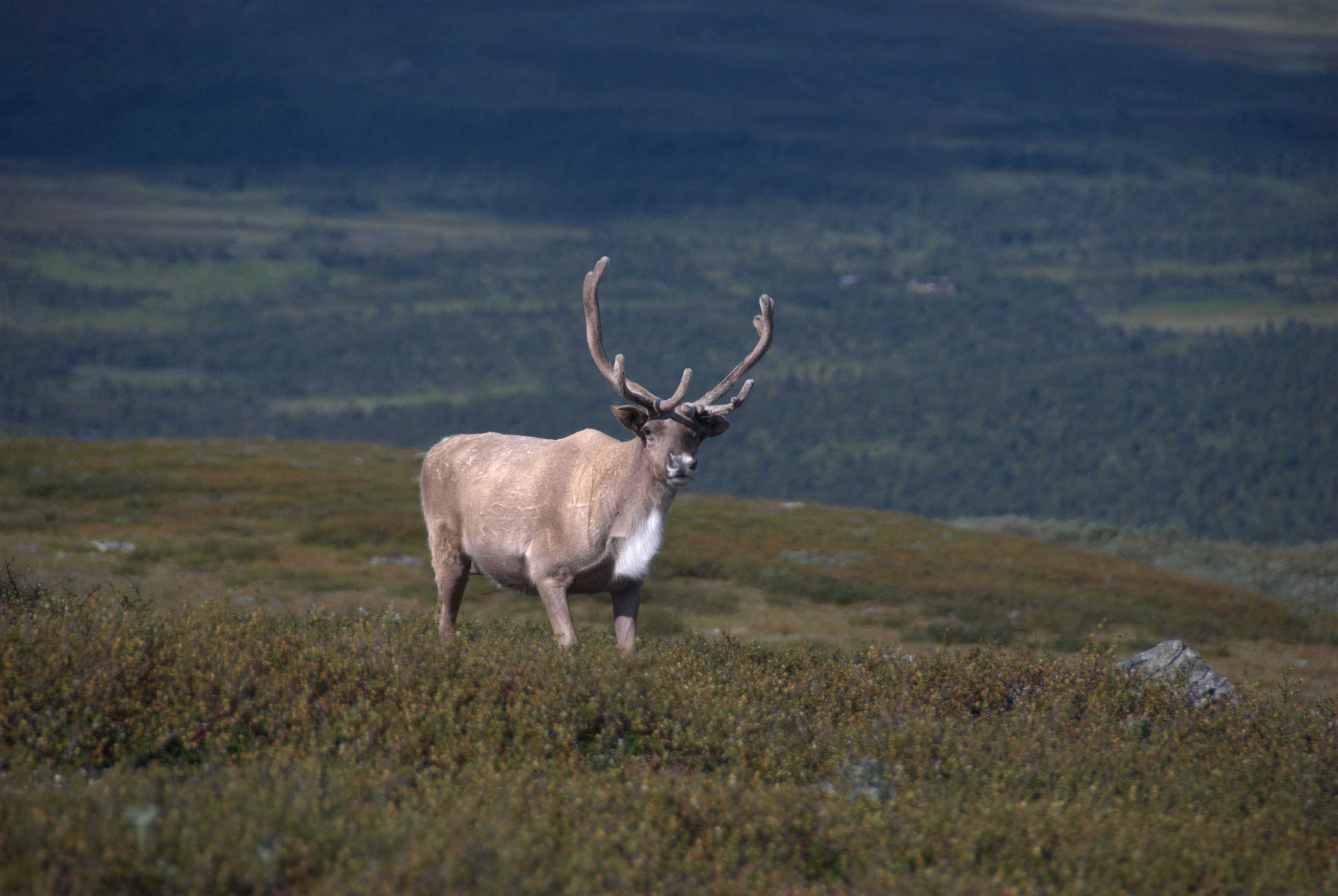
Renne au-dessus de la vallée de Tjulträsk.

Vindelfjällen abrite un grand nombre de mammifères caractéristiques des forêts suédoises. Un exemple typique est l'élan (Alces alces), présent en nombre assez important dans les forêts de conifères ou dans les forêts de bouleaux des grandes vallées. La rivière Tärnaån fut l'un des premiers sites où le castor européen (Castor fiber) fut réintroduit en Suède, en 1924, après la disparition totale de l'espèce en 1871. Les grands prédateurs suédois, menacés en Suède, sont bien implantés à Vindelfjällen. Ainsi, les forêts comptaient en 2004 au moins 3 familles de lynx boréal (Lynx lynx, espèce vulnérable en Suède), ce qui est appréciable au regard de l'étendue des territoires de ces animaux. L'ours brun (Ursus arctos, espèce vulnérable en Suède) était autrefois présent en abondance dans la vallée de Vindelälven, et cette abondance a d'ailleurs été immortalisée dans le documentaire de 1940 I Lapplandsbjörnens rike de Stig Wesslén, où pas moins de quatre individus sont présents sur la même image. Aujourd'hui, leur nombre a considérablement diminué même s'ils sont toujours présents. Le loup (Canis lupus lupus, en danger critique d'extinction en Suède) semble avoir totalement disparu de la région. Enfin, le glouton (Gulo gulo, classé en danger en Suède) est assez bien installé dans la réserve. Bien que ce soit plutôt un animal des forêts, il n'est plus présent en Suède qu'à proximité des montagnes, et Vindelfjällen ne fait pas exception, avec en particulier une importante population autour d'Ammarfjället. Parmi les autres prédateurs, on peut citer le renard roux (Vulpes vulpes), qui comme dans la plupart des montagnes suédoises est en forte expansion, entrant en concurrence avec le renard polaire (Vulpes lagopus) même dans la toundra.
Plusieurs espèces de mammifères sont plus caractéristiques de la toundra alpine. C'est par exemple le cas du renne (Rangifer tarandus). Comme dans le reste du pays, les rennes sont tous domestiques, appartenant aux villages Samis, mais vivent en état de semi-liberté. On comptait au total plus de 20 000 rennes dans le massif de Vindelfjällen,. Une autre espèce caractéristique de la toundra scandinave est le lemming des toundras (Lemmus lemmus). Sa célébrité repose notamment sur ses explosions périodiques de population. En effet, certaines années, tous les quatre ans en moyenne, le nombre de ces rongeurs augmente de façon foudroyante et un grand nombre d'entre eux se déplacent jusqu'à envahir de vastes superficies avant de mourir brutalement. Des conditions climatiques favorables avec un bon accès à la nourriture semblent expliquer les brutales augmentations de population. Leur mort massive est moins bien comprise, liée peut-être à la diminution de la végétation causée par leur consommation excessive ou à la propagation d'épidémies au sein de la population. Quoi qu'il en soit, ce phénomène est extrêmement important pour tout l'écosystème de la montagne. C'est tout particulièrement le cas pour l'animal le plus symbolique de la réserve de Vindelfjällen : le renard polaire. En effet, les renards ne se reproduisent presque qu'exclusivement lors des années riches en lemmings. Il ne reste plus qu'environ 200 individus dans les Alpes scandinaves, et l'espèce est par conséquent classée comme en danger critique d'extinction en Suède. Vindelfjällen est l'une des zones les plus importantes de toutes les montagnes pour cette espèce, et l'espèce y est activement protégée. Le massif de Björkfjället est l'une des meilleures zones de Vindelfjällen pour ces petits canidés, mais ils sont aussi présents dans le massif d'Artfjället par exemple.

#### Oiseaux
La réserve naturelle de Vindelfjällen est un site de nidification pour de nombreuses espèces d'oiseaux, ce qui est dû à sa grande diversité de milieux, mais surtout à ses nombreuses zones humides, dont en particulier celles autour du lac Tärnasjön et dans la vallée de Marsivagge. Ainsi, la vallée de Marsivagge constitue à elle seule un site de nidification pour environ 120 espèces.
Dans ces zones humides, on retrouve plusieurs espèces d'anseriformes, telles que la macreuse noire (Melanitta nigra), le harelde kakawi (Clangula hyemalis), le garrot à œil d'or (Bucephala clangula), le fuligule morillon (Aythya fuligula), le fuligule milouinan (Aythya marila), le canard colvert (Anas platyrhynchos), le canard siffleur (Anas penelope), le harle huppé (Mergus serrator) et le harle bièvre (Mergus merganser). L'oie naine (Anser erythropus), espèce menacée, nichait auparavant autour du lac Tärnasjön, mais n'y a pas été revue depuis plusieurs années, même si elle utilise encore régulièrement le delta d'Ammarnäs lors de sa migration. On trouve aussi un grand nombre d'espèces d'oiseaux limicoles, comme le chevalier sylvain (Tringa glareola), le chevalier gambette (Tringa totanus), le bécasseau variable (Calidris alpina), le bécasseau violet (Calidris maritima), le chevalier guignette (Actitis hypoleucos), la rare bécassine des marais (Gallinago gallinago), le combattant varié (Philomachus pugnax) et le courlis corlieu (Numenius phaeopus). Dans les landes à proximité des zones humides, on trouve également le pluvier guignard (Charadrius morinellus) et le pluvier doré (Pluvialis apricaria). Le plongeon arctique (Gavia arctica) et le balbuzard pêcheur (Pandion haliaetus) nichent, quant à eux, le plus souvent à proximité des lacs.
Mais les zones humides ne sont pas les seuls endroits où l'on trouve des oiseaux dans la réserve. Par exemple, des inventaires réguliers effectués dans la vallée de Tjulträsk montrent qu'entre 400 et 500 couples d'oiseaux nichent dans un kilomètre carré de forêts de bouleaux, dont une moitié de pouillot fitis (Phylloscopus trochilus). Ces forêts, ainsi que les buissons de saules de l'étage alpin, sont aussi le territoire du gorgebleue à miroir (Luscinia svecica), du plectrophane lapon (Calcarius lapponicus) ou encore du lagopède des saules (Lagopus lagopus). Les landes sont, quant à elles, plutôt le territoire du traquet motteux (Oenanthe oenanthe), du pipit farlouse (Anthus pratensis) ou moins fréquemment de l'alouette hausse-col (Eremophila alpestris). Aux plus hautes altitudes, le nombre d'oiseaux devient limité, mais on trouve encore le plectrophane des neiges (Plectrophenax nivalis). Enfin, les montagnes sont un important territoire de chasse pour l'aigle royal (Aquila chrysaetos), la buse pattue (Buteo lagopus), le grand Corbeau (Corvus corax), le harfang des neiges (Bubo scandiacus), le labbe à longue queue (Stercorarius longicaudus), le faucon gerfaut (Falco rusticolus) et le faucon pèlerin (Falco peregrinus).

## Histoire

### Préhistoire et histoire samie
Les premiers hommes sont arrivés dans les montagnes dès le retrait des glaces à la fin de la dernière glaciation, il y a environ 9 000 ans. Il s'agissait peut-être des ancêtres des Samis, peuple nomade habitant le Nord de la Scandinavie. Ils vivaient initialement de la cueillette et de la chasse. Le renne était probablement la principale ressource. Des pierres à aiguiser, de la céramique et des gourdins ont été trouvés au niveau du village d'Ammarnäs, des éclats de quartz et des pointes de flèches près de Tjulträsk ou encore des fragments d'un couteau de pierre près de Forsavan, au sud du Tärnasjön. Des traces d'habitations de l'âge de la pierre ont été trouvées près des lacs Biellojaure, Över-Uman et Stor-Laisan. Tous ces traces et artefacts remontent à au moins 4 000–5 000 ans. Enfin, on peut citer les très nombreux systèmes de pièges à rennes laissés dans les montagnes, aux endroits où les rennes ont l'habitude de passer lors de leurs migrations annuelles. Il s'agit le plus souvent de trous, d'environ 2 × 3 m pour une profondeur d'un ou deux mètres, souvent espacés les uns des autres de vingt à trente mètres. Ils étaient couverts d'herbes ou de feuilles, et il y avait probablement au fond des pointes pour tuer l'animal lors de sa chute. Plusieurs complexes de pièges de ce type sont présents dans la réserve, dont les plus notables sont à Aivak près du lac Överst-Juktan, au sud du lac Biellojaure, sur la pente sud du massif de Norra Storfjället au nord du lac Stor-Laisan, mais aussi plus en altitude à Vindelkroken, ce qui est plus rare, les pièges étant le plus souvent à la limite des forêts de bouleaux. Certains étaient encore utilisés jusqu'aux années 700-800, mais ensuite, les peuples Samis ont changé de mode de vie et ont commencé à suivre les rennes domestiqués dans leur transhumance au lieu de piéger les rennes sauvages. On compte aussi une dizaine de tombes samies dans la réserve. Elles sont souvent en hauteur, afin d'avoir une vue sur le paysage alentour. Deux tombes sont ainsi situées au nord du lac Tärnasjön sur une petite hauteur dominant les tourbières. Au sud du lac Tärnasjön, on trouve aussi des tombes sur les îles, datant du XVIIIe siècle et XIXe siècle, surement placées ici pour les protéger des prédateurs.
Parmi les restes, on trouve également des fondations plus larges que celles des habitations samies traditionnelles, que les légendes samies associent à un Stallo, un méchant géant. Des études récentes montrent qu'il s'agit en fait d'habitations samies plus anciennes. Elles sont souvent situées à proximité des pièges. Dans la réserve, on trouve ces larges fondations à Vindelkroken et plusieurs près du lac Överuman par exemple. Les Stallos sont souvent décrits comme stupides mais ont une force surhumaine. Ainsi, on trouve près du lac Giengeljaure, au nord-est de Biellojaure, une pierre nommée stalostenen, littéralement la pierre de Stallo : une énorme pierre posée sur quelques petits cailloux sur un sommet. Un Stallo aurait posé la pierre ici pour prouver sa force.
La réserve compte enfin un grand nombre de lieux sacrés pour les Samis, aussi appelés Sieidi. Les lieux sacrés samis peuvent être repérés dans la toponymie. Ainsi, les mots Ailes, Passe, Seite, Saivo ou Akka, qui apparaissent dans plusieurs toponymes, sont des mots sacrés. Par exemple, une idole en bois, maintenant exposée au musée nordique, fut trouvée dans un trou de roche près du lac Överst-Juktan, à proximité d'une rivière qui s'appelait Ailesjokk. Le trou en question était en fait un lieu où les Samis avaient l'habitude de faire des sacrifices de bois ou d'autres ossements d'animaux. Un site similaire se trouve à Rosapakte, à l'est de Lillfjället, près du lac Överuman.
Si un certain nombre de tombes et de sites sacrés sont connus, il en est probablement de nombreux qui ne le sont pas, les Samis ne voulant pas révéler ces sites pour qu'ils ne soient pas pillés par les Suédois.
À partir du XXe siècle, le mode de vie des Samis évolua assez rapidement. Un des résultats de ces changements est l'abandon de plusieurs kåta utilisés dans le passé durant la transhumance entre les sites d'hivernes et les sites d'estives. Ces bâtiments rudimentaires abandonnés sont progressivement repris par la nature et deviennent parfois difficile à remarquer, mais certains sont restaurés pour témoigner de la vie traditionnelle des Samis.

### Colonisation suédoise

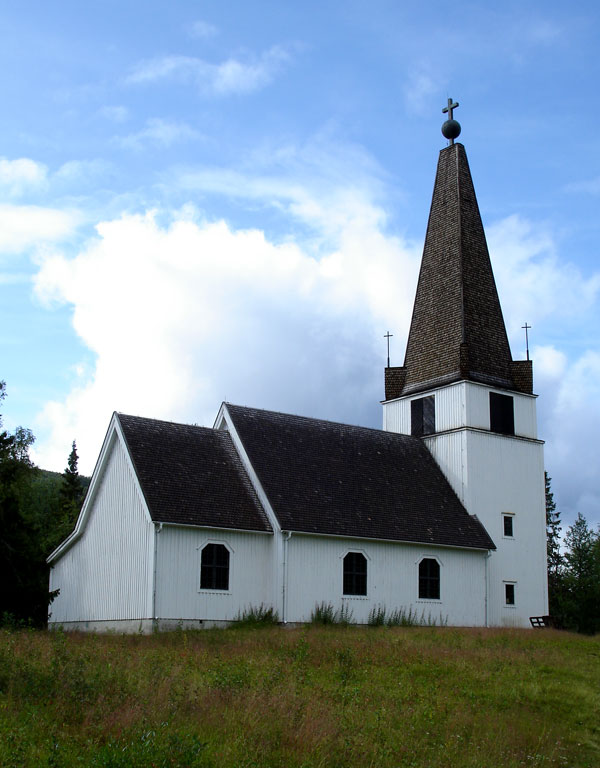
L'église Viktoriakyrkan, au sein de la réserve.

À partir du début du XVIIIe siècle, des Suédois commencent à arriver dans la région et s'installent dans les vallées. Il n'y eut cependant aucun village digne de ce nom avant le XIXe siècle. Des villages se créèrent par exemple dans la zone autour du lac Stor-Laisan en 1830. À Ammarnäs, la première propriété fut construite en 1826, et en 1850 le village était déjà bien formé. Cette colonisation était encouragée par le royaume via une exemption de taxes ou autres privilèges. La plupart des villages actuels datent de cette période. Plusieurs églises furent construites, parfois même avant l'installation des Suédois, pour servir de lieu de culte aux Samis, récemment évangélisés. Par exemple, la chapelle de Jillesnåle, à proximité de la réserve, sur les rives du Storvindeln, fut initialement construit en 1750, et la chapelle de Vila fut construite en 1723 près du lac d'Överuman, mais fut abandonnée après le changement de la frontière norvégienne en 1751 et prit feu en 1755. Au sein de la réserve, au sud du lac Överst-Juktan, se situe aussi une église, Viktoriakyrkan, construite en 1938 alors qu'il n'y avait aucune route y menant : le bois de la construction fut coupé sur place. Une route fut construite au milieu des années 1970 permettant de rejoindre l'église. Plusieurs petites propriétés se trouvent dans les environs de l'église, avec des petites superficies de terrains cultivés. Ces domaines sont maintenant abandonnés ou utilisés en saison pour la chasse ou la pêche.
Beaucoup des chemins utilisés actuellement comme chemins de randonnée étaient initialement des chemins de communication pour les habitants des montagnes. Par exemple, le prêtre qui officiait à la chapelle de Jillesnåle devait ensuite rejoindre celle de Tärnaby, à 70 km de là, et du fait de l'absence de route, un chemin fut créé entre les deux églises. Ce chemin qui traverse le sud de la réserve existe encore aujourd'hui. Un autre exemple est le chemin qui part d'Ammarnäs et remonte la vallée de Vindelälven puis rejoint Vindelkroken avant de traverser la frontière norvégienne jusqu'à Mo i Rana : il était utilisé à partir du milieu du XIXe siècle, une époque très difficile pour les Suédois, pour acheter des provisions en Norvège où elles étaient souvent moins chères. Ce trajet d'une centaine de kilomètres, avec des charges approchant les 50 kg, était très éprouvant, et certains de ces Norgefarare devinrent des légendes locales, tels que Josef Berglund, habitant d'Ammarnäs. À partir de 1892, une année particulièrement difficile, les gens commencèrent à utiliser des chevaux pour transporter ces ressources, et il fallut construire des étables et chalets le long de ces routes, ce qui fut le cas par exemple à Vitnjul et Dalavardo. Ce trafic continua jusqu'à la Première Guerre mondiale.

### Protection de la zone
La première évocation d'une protection de la zone date de 1930, lorsque Kirjesålandet fut pressenti pour devenir un parc national, mais ceci ne se fit pas. Dans les années 1950, les développements de l'hydroélectricité bâtaient leur plein dans le pays (cf. énergie en Suède), mais déjà des voix s'élevèrent contre l'impact environnemental de ces centrales. En particulier, il y eut de fortes discussions quant aux développements sur l'Umeälven et la Vindelälven. Ceci amena en 1961 un accord appelé la « paix de Sarek » (freden i Sarek) qui empêchaient les développements sur certaines rivières dont la Vindelälven, et en échange laissait libre tout développement sur les autres rivières, dont l'Umeälven. L'idée germa aussi de protéger toute la section montagneuse du bassin versant de la Vindelälven,. Selon ce projet, la réserve, nommée réserve de Vindel-Laisfjällen d'après la Vindelälven et la Laisälven, son principal affluent, s'étendrait sur 7 400 km2 dont 4 800 km2 dans le comté de Västerbotten et le reste dans le comté de Norrbotten. En 1973, un groupe de travail regroupant les représentants des comtés et Naturvårdsverket se forma, mais le comté de Norrbotten ne suivit pas, et finalement, seule la partie incluse dans le comté de Västerbotten fut protégée, sous le nom Vindelfjällen, le 25 février 1974, puis confirmée par le gouvernement en juillet 1975. Le plan de protection de la réserve fut finalement édité en 1978. Le célèbre chemin de randonnée Kungsleden s'étendit alors entre Hemavan et Ammarnäs en lien avec la création de la réserve en 1975.
Dans les années 1980, Naturvårdsverket géra un grand inventaire national des forêts primaires, et publia un rapport en 1984. Certaines zones de forêts primaires recensées avaient déjà été pressenties pour être incluses dans la réserve de Vindelfjällen, et c'est donc naturellement que le 25 janvier 1988, la réserve fut étendue à plus de 5 500 km2 avec l'ajout des forêts primaires de conifères de Kirjesålandet, Matsorliden et Giertsbäcksdalen. En 1993, toute la rivière Vindelälven fut finalement déclarée rivière nationale (Nationalälven), la protégeant définitivement, ainsi que tous ses affluents, contre tout aménagement hydroélectrique. Enfin, toute la réserve fut intégrée dans le réseau Natura 2000.
Dans son deuxième plan directeur des parcs nationaux, publié en 2008, Naturvårdsverket prévoit de changer le statut de la réserve naturelle en la transformant en parc national. Le statut de parc national est le plus haut niveau de protection de la nature selon la loi suédoise. En 2007, le conseil municipal de la commune de Sorsele avait exprimé son accord à une étude préliminaire quant à ce changement, mais plusieurs habitants ont manifesté leur désaccord à travers une pétition, et ont ainsi provoqué un nouveau vote en 2008 qui cette fois donna son désaccord à l'étude préliminaire,. La raison de ce refus est que beaucoup d'habitants craignent que ce statut plus stricte empêche de nombreuses activités, telles que la motoneige, la chasse et la pêche. En revanche, les personnes favorables au projet pensent que le statut de parc national offre une meilleure reconnaissance internationale et ainsi attirera plus de touristes. De plus, la protection plus élevée empêchera aussi l'exploitation minière. En effet, l'entreprise canadienne Blackstone Nickel demandait alors le permis de faire des forages exploratoires dans la réserve. Le permis fut d'ailleurs accordé en 2009, les règles de la réserve n'ayant pas été rédigées en tenant compte de cette éventualité. Du fait des problèmes qu'ont provoqués ces forages sur les troupeaux de rennes des Samis, la compagnie a été condamnée à indemniser les éleveurs, mais elle ne s'était toujours pas acquittée en mars 2013.

## Gestion et règlementation
En Suède, la création et la gestion des réserves naturelles est la responsabilité des communes et/ou des comtés. Dans le cas de Vindelfjällen, l'entité responsable est le comté de Västerbotten. La totalité du terrain de la réserve appartient à l'État.
Les règles établissant ce que l'on peut ou ne peut pas faire varient d'une réserve à l'autre et sont définies individuellement lors de la création de chaque réserve. Parmi les règles de la réserve, il est interdit de construire des infrastructures ou d'exploiter la forêt. Il est interdit de se rendre dans la vallée de Marsivagge entre le 15 mai et le 1er août, afin de ne pas déranger l'avifaune. Il est interdit de conduire un véhicule motorisé en dehors des zones prévues à cet effet, à l'exception des activités liées à l'élevage des rennes par les Samis. En particulier, la conduite de motoneige est autorisée dans les sentiers prévus à cet effet, ainsi que plusieurs zones en particulier autour d'Ammarnäs et Hemavan, au sud du lac Tärnasjön et dans Kirkjesålandet et Giertsbäcksdalen, mais interdite partout ailleurs. La chasse aux petits animaux (petits mammifères ou oiseaux, en particulier lagopèdes) est autorisée dans la réserve. La chasse n'est autorisée qu'en période où les rennes ne sont pas présents, pour ne pas déranger l'élevage. La saison de chasse est régulée en fonction de la population de certaines espèces, en particulier des lagopèdes, qui est suivie en continu : si la population devient faible, la chasse est interdite. En ce qui concerne la chasse aux élans, elle est autorisée en montagne uniquement aux résidents des montagnes. La pêche est aussi autorisée. La pêche sportive est réglementée par l'octroi de cartes de pêche, dont le nombre est calculé en fonction des capacités de la rivière ou du lac. Les habitants des montagnes et les Samis ont aussi le droit de pêcher à l'aide de filets pour leur consommation personnelle, mais uniquement dans les grands lacs productifs.
De la même façon, les mesures de gestion sont déterminées à la création de la réserve, et mises à jour à intervalle régulier (typiquement plusieurs années). Dans le cas de Vindelfjällen, le comté assure l'inventaire détaillé des grands mammifères et des oiseaux, avec en particulier un inventaire annuel pour certaines espèces. De même, les forêts de conifères et de bouleaux sont l'objet d'inventaires, et certaines plantes importantes sont régulièrement inventoriées. Le comté veille aussi au bon état des infrastructures touristiques.

## Activités

### Tourisme

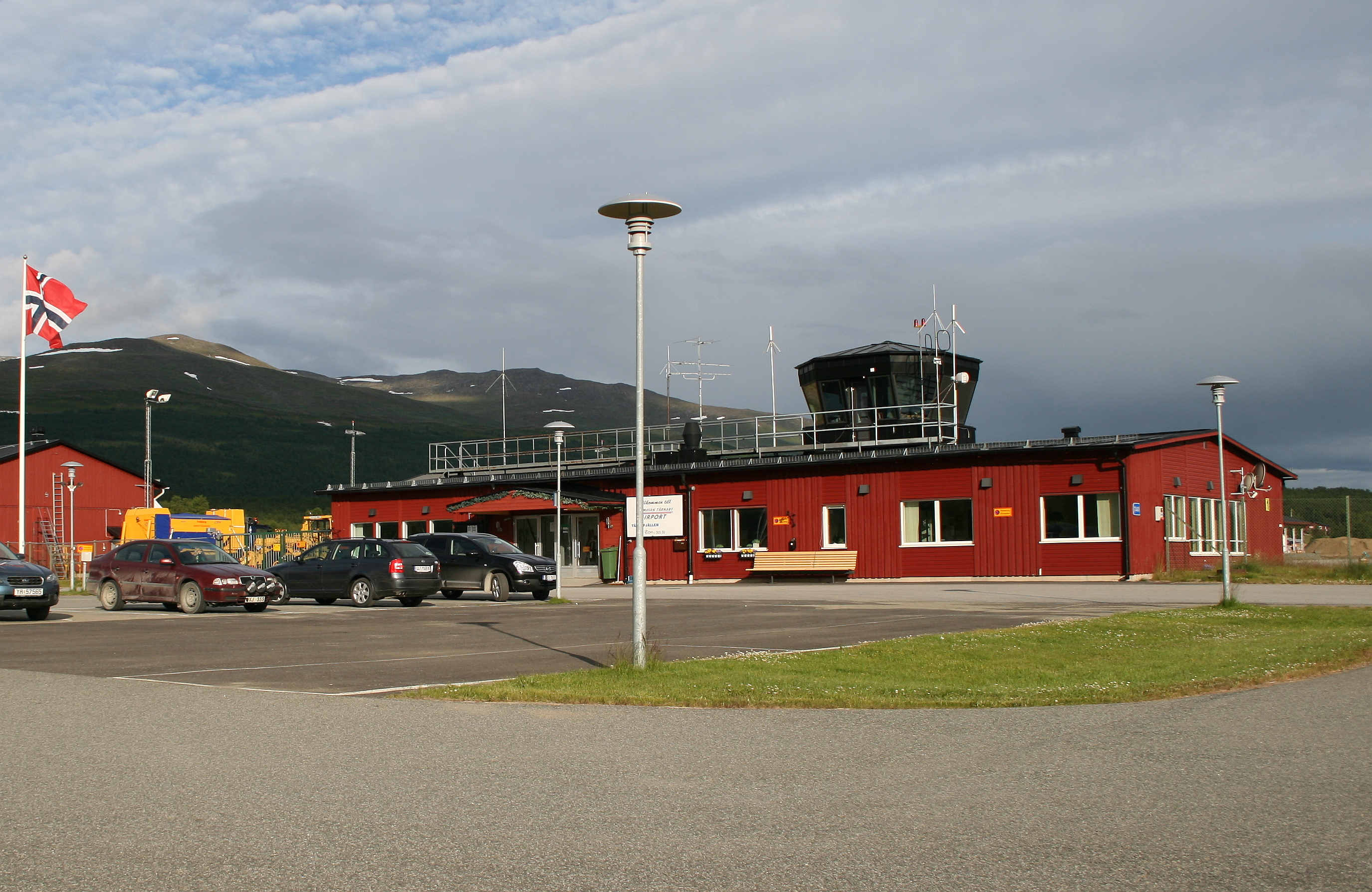
L'aéroport d'Hemavan-Tärnaby, avec le massif de Norra Storfjället en arrière-plan.

Le nombre de touristes a fortement augmenté depuis la création de la réserve. En 2000, le nombre de touristes passant la nuit dans les villages de Tärnaby/Hemavan était de 350 000  et   62 000 à Ammarnäs. De même, le nombre de touristes passant la nuit dans l'un des chalets le long du chemin de randonnée Kungsleden est d'environ 5 000 en 2010, pour la plupart durant la saison estivale. Les activités touristiques sont nombreuses et variées, incluant la randonnée pédestre, la randonnée à cheval, la randonnée avec chiens de traineaux, le ski de fond, la motoneige, la chasse, la pêche, la découverte de la culture Samie, etc. Plusieurs entreprises touristiques sont actives dans la réserve, et la dénomination Réserve naturelle de Vindelfjällen est activement utilisée pour la promotion touristique, tant par les acteurs locaux que nationaux.
Les principaux points de départ pour se rendre dans la réserve sont les villages d'Ammarnäs ou d'Hemavan. Ces deux villages sont facilement accessibles par la route, et sont reliés par bus aux principales villes et gares ferroviaires de la région. Hemavan dispose même d'un aéroport, l'aéroport d'Hemavan Tärnaby, avec des liaisons 6 jours par semaine avec Stockholm, assurée par la compagnie Nextjet, pour une durée de vol de 2h25,.
Lors de sa création, la réserve disposait de très peu d'infrastructures touristiques, mais l'un des objectifs affichés avec cette création était l'amélioration de l'accessibilité. En 1978, Tore Abrahamsson présenta à l'administration du comté de Västerbotten un rapport dans lequel il préconisait la construction de sentiers et de chalets. À partir de là, de nombreux projets virent le jour. Par exemple, des chalets (stuga) furent construits le long du Kungsleden en 1983 puis en 2001, entre 1993 et 1994 d'autres chalets (koja) furent construits dans les forêts de conifères ajoutées à la réserve en 1988. En 1984, un naturum (centre d'information sur la nature de la réserve) est construit à Ammarnäs et en 2004, un autre sort de terre à Hemavan.

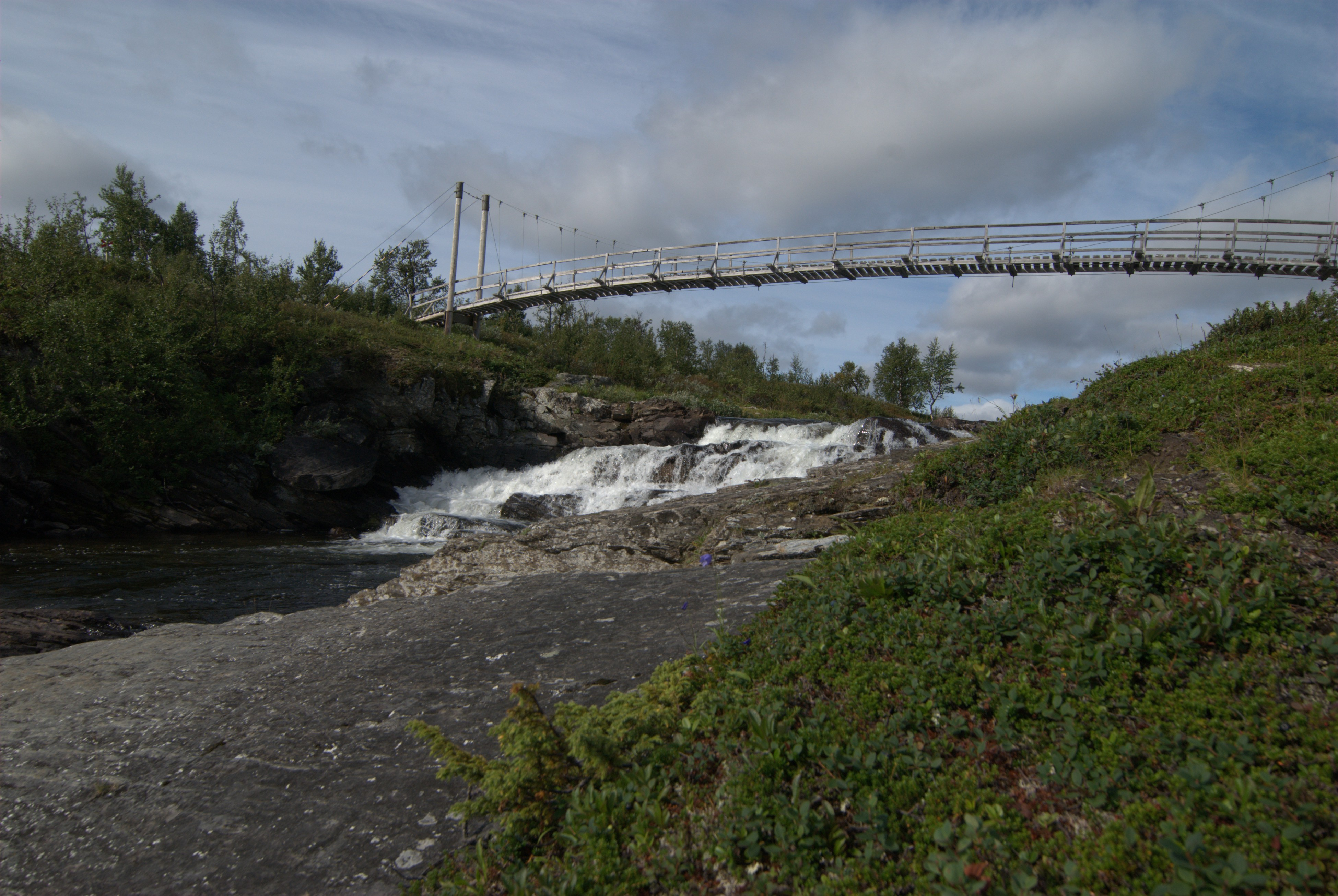
Pont suspendu au-dessus de la rivière Servvejuhka

De nos jours, la réserve dispose d'un important réseau de sentiers, totalisant environ 600 km. Le sentier le plus connu est le Kungsleden, mais le Drottningleden (au sud d'Hemavan) et Vindelvaggileden (le long de la vallée de la Vindelälven) sont aussi réputés. Les sentiers sont constitués de planches au niveau des zones humides et comptent aussi un grand nombre de ponts. En tout, il y a plus de 40 ponts dans la réserve, dont le plus notable est la succession de ponts pour traverser le lac Tärnasjön au niveau de l'archipel sud, parfois appelé le Golden Gate de Vindelfjällen. La plupart des sentiers sont aussi des pistes de motoneiges en hiver, mais il existe aussi des pistes spécifiques. Pour permettre aux randonneurs ou aux conducteurs de motoneige de passer la nuit dans la réserve, plusieurs chalets ont été construits dans la réserve. Ces chalets sont de différents types : un Stuga est un chalet payant permettant de passer la nuit et disposant souvent de certains équipements (téléphone d'urgence, cuisine, etc.), un Koja est un chalet gratuit permettant de passer la nuit, mais non équipé, enfin un Rastskydd est un petit chalet rudimentaire permettant de faire un courte pause. En 2012, la réserve compte 15 stuga et 8 koja pour une capacité totale de 250 personnes, et 7 rastskydd. Les principaux stuga (pouvant héberger jusqu'à 30 personnes chaque) sont situés le long du Kungsleden, mais on en trouve aussi plusieurs près des autres sentiers. Les koja sont surtout situés dans les forêts de conifères, mais sont le plus souvent non raccordés au réseau de sentiers.

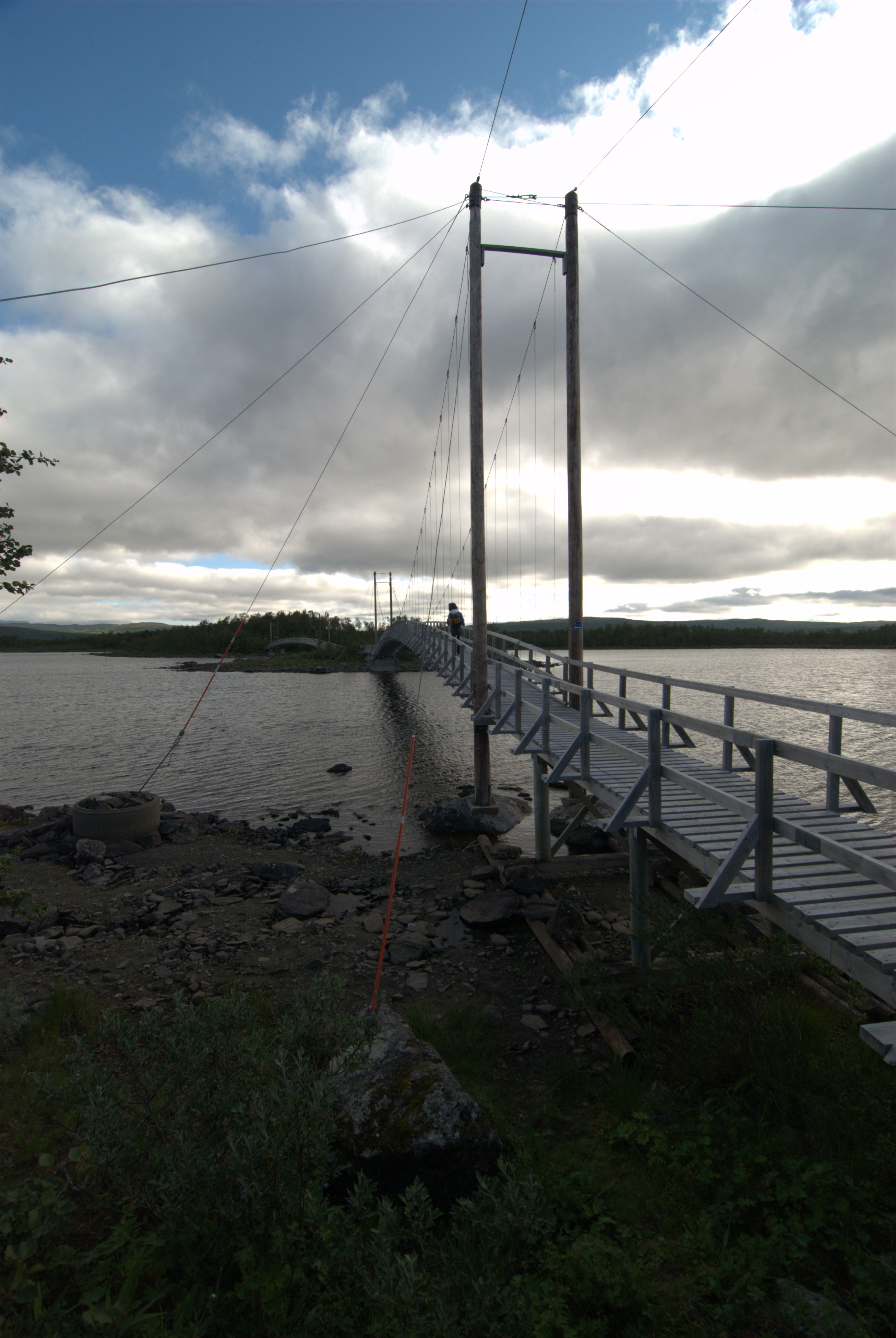
La succession de pont au sud du lac Tärnasjön
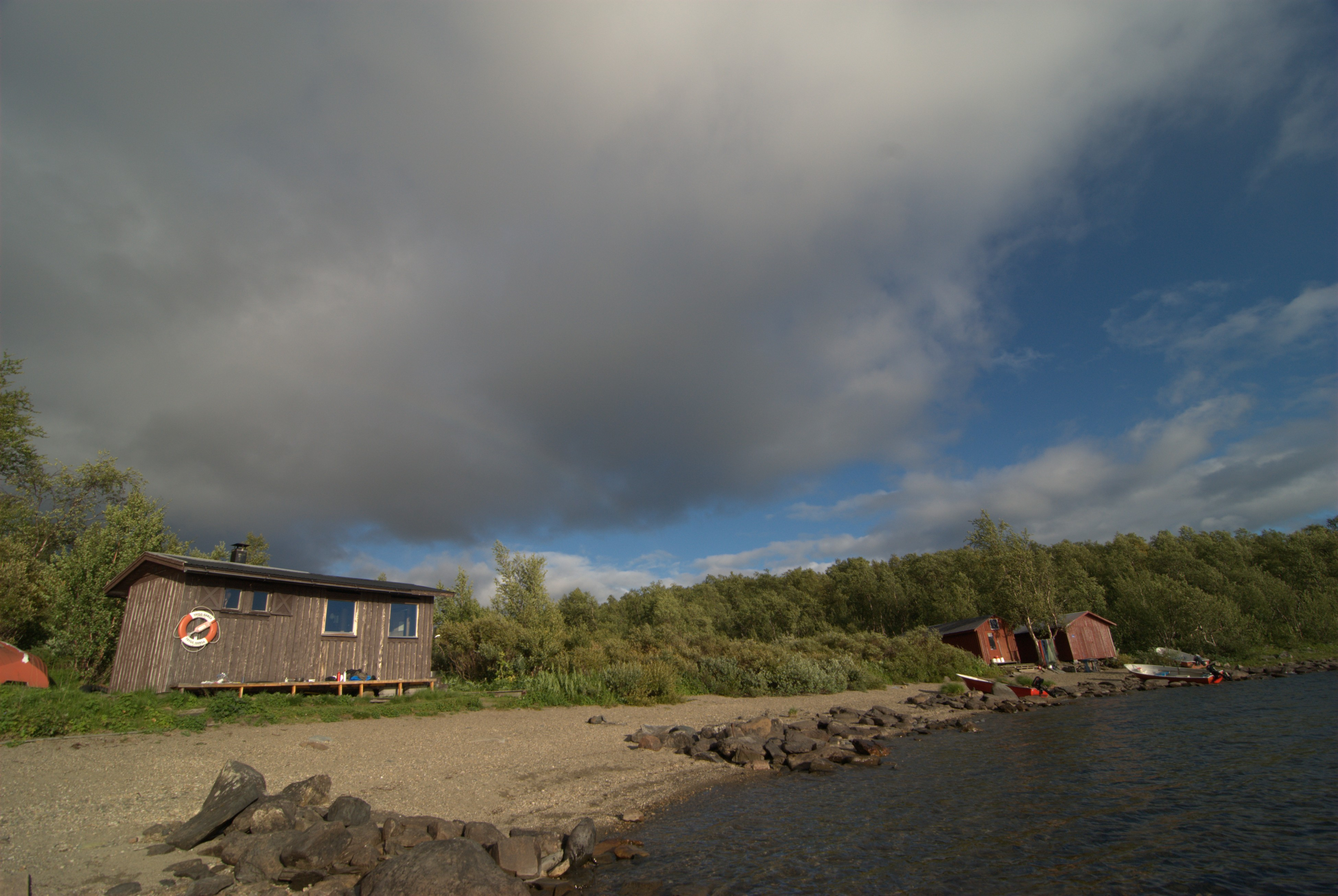
Sauna du complexe Tärnasjöstugorna
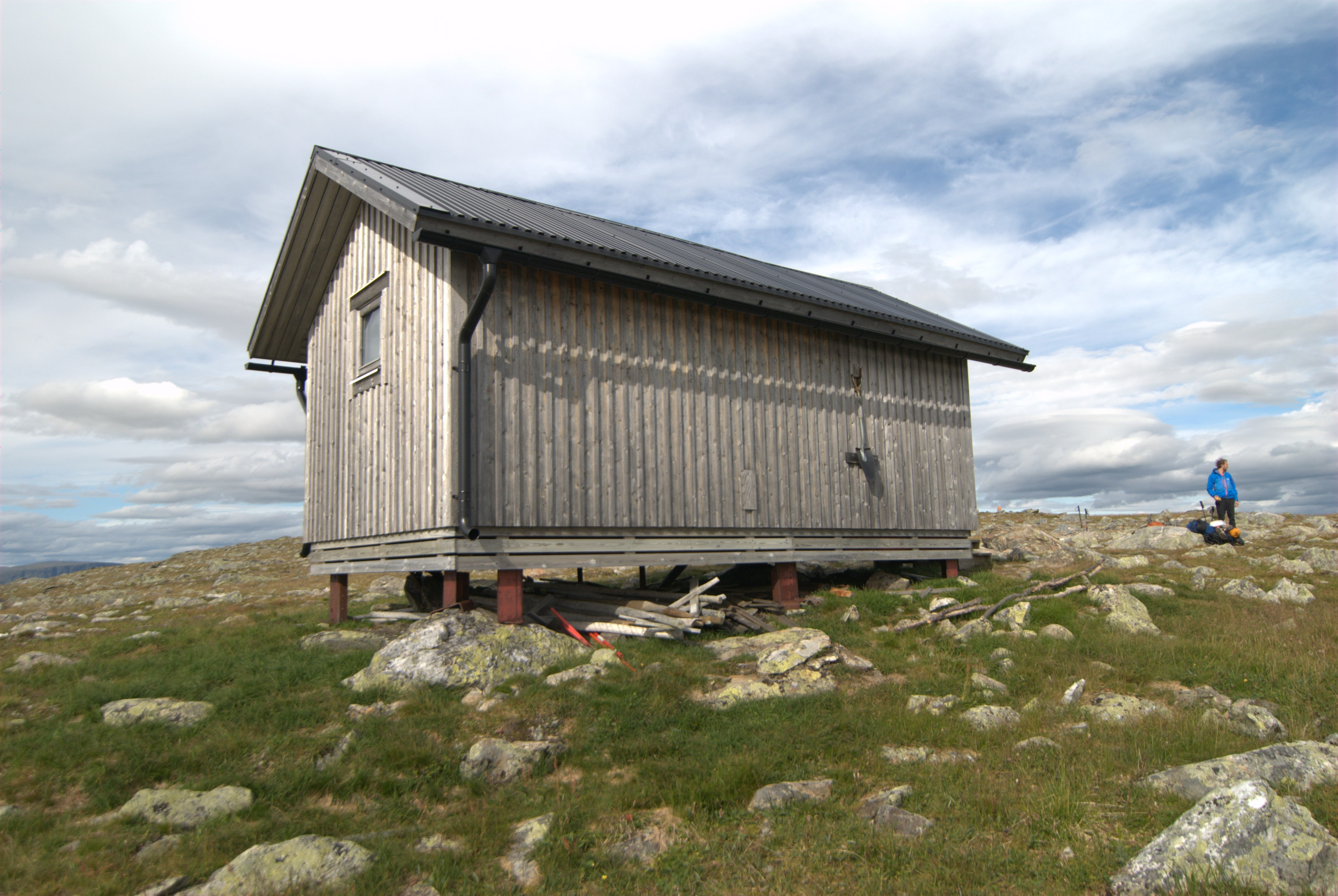
Abri (Rastskydd) à Juovatvaratje, le long du Kungsleden

### Autres
Outre le tourisme, l'activité principale de la réserve est l'élevage des rennes par les Samis, et l'un des objectifs de la réserve est de protéger cette activité traditionnelle. La réserve est située sur la section ouest des territoires de trois sameby (littéralement village sami) : Grans, Rans et Ubmeja tjeälddie. Un sameby désigne un groupe de Sami ainsi que le territoire sur lequel ils ont le droit d'élever leurs rennes. Ces trois sameby totalisent plus de 20 000 rennes. L'important tourisme dans la réserve entre parfois en conflits avec l'activité d'élevage. D'un autre côté, les activités d'élevage entrent parfois aussi en conflit avec la protection de l'environnement, en particulier à cause de l'utilisation de véhicules motorisés pouvant provoquer des dégâts importants sur la flore.
La chasse et la pêche font aussi partie des activités importantes dans la réserve. Ces activités concernent à la fois les habitants locaux pour leur propre consommation et les autres dans le cadre de leurs loisirs. Cette deuxième catégorie est en partie organisée par des entreprises touristiques.
Enfin, une activité qui se développe est la recherche. Cette activité se développa fortement dans les années 1950-1960, en lien avec les développements hydroélectriques : les scientifiques commencèrent un inventaire de la richesse de la faune et flore dans la vallée de la Vindelälven. En particulier, l'université de Lund mit en place en 1963 le projet LUVRE (Lund University Vindel River Expedition : expédition de la rivière Vindel par l'université de Lund), qui fut l'une des raisons de la protection de la rivière. Les scientifiques continuent aujourd'hui encore à inventorier régulièrement la faune et flore dans le cadre de ce projet. Un autre projet important, qui commença précisément dans la réserve, dans les années 1980, est le projet SEFALO, mené par l'université de Stockholm, et dont le but est la préservation du renard polaire. La recherche qui fut menée a permis de comprendre de nombreux facteurs expliquant la difficulté de l'espèce à se renforcer dans les Alpes Scandinaves, malgré sa protection. Le projet s'est depuis étendu à toutes les Alpes scandinaves. En 1994, une station de recherche fut construite à Ammarnäs pour héberger les chercheurs.